# Соколски дом у Шапцу
Соколски дом у Шапцу подигнут је у периоду од 1930. до 1934. године за потребе Соко Краљевине Југославије, представља непокретно културно добро као споменика културе од великог значаја.

## Срби и Соколски покрет
Стварањем државе у 19. веку Србија је имала потребе за школованим људима. Тако је са образованим Србима из Војводине из Новог Сада у Београд 1857. године стигао и сликар Стеван Тодоровић, који је исте године основао „Прво српско друштво за гимнастику и борење“. То су били прапочеци организованог бављења спортом. На иницијативу др. Владана Ђорђевића основано је 1882. године „Београдско друштво за гимнастику и борење“. У управу друштва изабрани су Стеван Тодоровић и др. Лаза Костић. Следећих 10 година друштво је расло и оснивало слична друштва по Србији. После низа година раздвајања са више или мање успеха Савез витешких друштава Душан Силни и Савез српских сокола ујединили су се 8. 11. 1909. године у Београду у Савез соколских друштава ДУШАН СИЛНИ. На челу савеза био је Стеван Тодоровић. Све соколске Жупе (Фрушкогорска, Крајишка, Босанско-Херцеговачка, Приморска и Жупа у Америци) и друштва ушле су 1911. године у Савез српског соколства у Београду. После рата на Видовданском сабору 1919. године у Новом Саду основан је Соко С. Х. С.

## Архитектура
Због вежбања на неприкладним местима, идеја о изградњи Соколане остварена је добровољним прилозима грађана, донацијом општине и државе, а по пројекту инжењера Анте Гашпарца. Монументална грађевина Соколане постављена је на углу две улице (Косте Абрашевића и Милоша Обилића), са јасно одвојеним делом у коме је смештена сала за вежбање од дела зграде са помоћним просторијама. Правоугаона основа грађевине, са главним просторијама у средишњем делу, подређена је намени. Зграда је пројектована тако да угаони део има спратност П+2С, а издужени тракт са салом за вежбање има висински габарит једног спрата. Главни акценат дат је угаоном делу, на коме је главни портал са степеништем. Наизменично смењивање испупчених и увучених површина угаоног дела, као и смело супротстављање јако издужене хоризонталне сале за вежбање вертикали угаоног дела - посебна су вредност у архитектонском компоновању.
Одсуство декоративне пластике са фасадних површина, носачи застава као и раван кров над угаоним делом везују ову грађевину за стил модерне, присутне у градској архитектури Шапца у трећој и четвртој деценији 20. века.
Током 2019. отпочела је комплетна реконструкција објекта.